# José Donaciano Morales y Mier Altamirano
José Donaciano Morales y Mier Altamirano (1850-1929) fue un químico, farmacéutico y profesor mexicano.

## Datos biográficos
Nació en Ixtlahuaca, estado de México, el día 24 de mayo de 1850 y fue bautizado allí dos días después, en la parroquia de San Francisco de Asís, con el nombre completo de Donaciano Francisco Juan Nepomuceno José María de Jesús de la Trinidad Morales y Mier Altamirano.
Fue hijo del licenciado Carlos Adrián Morales y Carreño  y de la señora Josefa Mier y Altamirano Arroyo. El licenciado Carlos Adrían Morales y Carreño era originario de la ciudad de Soria, Castilla España, y doña Josefa Mier y Altamirano Arroyo, de Querétaro y fue hasta finales de la década de 1840 cuando dicho matrimonio se estableció en Ixtlahuaca, debido a que el licenciado Morales había sido comisionado para desempeñar un trabajo en esa población.
Propietario de la Hacienda de los Morales, ubicada en Polanco, Ciudad de México, y de la Hacienda de Ixtlahuaca, Estado de México, fue uno de los principales científicos de México y España,  y amigo personal de Porfirio Diaz, era famoso por predecir el futuro.
José Donaciano Morales hizo sus estudios en el antiguo Colegio de San Juan de Letrán y en la Escuela Nacional Preparatoria, al fundarse ese plantel en la Ciudad de México. De allí paso a la Escuela Nacional de Medicina para seguir los estudios de farmacia, logrando en todos los años calificaciones sobresalientes y los premios correspondientes. En 1870, presentó una tesis en que se ocupa de la yerba del zorrillo. En su examen de análisis químico fue felicitado por el jurado y uno de los sinodales, el profesor don Gumersindo Mendoza, le ofreció llevarlo desde luego a su lado como preparador de química en la cátedra de la Escuela de Artes y Oficios. Esto pasó en enero de 1872 cuando Morales aún no había sustentado su examen profesional, que con lucimiento defendió los días 6 y 7 de febrero de 1872. Obtuvo el título de profesor de farmacia.
Contrajo matrimonio con la señorita Dolores del Río Méndez, hija de Nicolás del Río y de Antonia Méndez, en la Parroquia de San José, en el centro de la Ciudad de México, el 3 de junio de 1872. Donaciano y Dolores tuvieron varios hijos en su matrimonio, entre ellos a: María Carlota Macaria  (1873), Manuel (1876), Luis Donaciano  (1880), María Antonia (1880), José Rafael Donaciano  (1885), María Emilia Dolores (1888), y María de la Luz Josefa (1889).

## Práctica profesional
En enero de 1875, el profesor Gumersindo Mendoza pasó a dar la cátedra de análisis químico a la Escuela Nacional de Medicina y pidió que su preparador fuera el señor Morales, quien ocupó ese puesto hasta el 12 de enero de 1877, cuando a petición en terna de la dirección de la escuela, fue nombrado profesor de farmacia, tanto para los alumnos que seguían la carrera de medicina, como para los que cursaban los estudios profesionales para farmacéuticos. En la misma Escuela Nacional de Medicina, desempeñó en diversas épocas las cátedras de química, medicina y toxicología.
Fue nombrado vocal del Consejo Superior de Salubridad en 1876, por nombramiento del presidente Sebastián Lerdo de Tejada, cargo que desempeñó por cerca de 45 años hasta su jubilación. Su labor en esa corporación, principalmente en la época en que dirigió las labores el doctor Eduardo Liceaga, comprendió en buena parte todos los servicios correspondientes a la salubridad pública, muchos de carácter toxicológico y otros de orden administrativo y reglamentario.
De 1878 a 1882, en la Escuela Nacional de Medicina, siguió como alumno los cursos todos correspondientes a la carrera de medicina, sin llegar a recibirse en esa profesión.
En 1889, en compañía del doctor Ángel Gaviño, siguió cursos en el Instituto Pasteur, especialmente con el doctor Émile Roux, quien conservó especial afecto para el profesor Morales, a juzgar por la especial invitación que le hizo para asistir a las bodas de plata del instituto, figurando éste entre los invitados a la ceremonia, presidida por el presidente de la República Francesa, como uno de los antiguos discípulos del Instituto. Ese mismo año de 1889, fue asiduo asistente al laboratorio del profesor alsaciano del Colegio de Francia, Paul Schützenberger, acompañándole en sus trabajos e investigaciones científicas. El mismo profesor Schützenberger presentó elogiosamente a Morales con Louis Pasteur, quien tuvo luego distinciones especiales para Morales, y con él para el Consejo Superior de Salubridad, como el obsequio de fotografía con una dedicatoria que dice: “Homenaje al Consejo Superior de Salubridad de México. -Louis Pasteur”. El profesor Morales entregó al Consejo de Salubridad el valioso obsequio, mismo que permaneció en el Departamento de Salubridad.
De vuelta en México, y luego de la creación del Instituto Médico Nacional en 1888, Donaciano Morales fue nombrado jefe de la sección de química de ese instituto (llamada Segunda Sección), junto con el profesor Francisco Río de la Loza, y los preparadores Mariano Lozano y Federico Villaseñor. Allí se dedicaban a encontrar principios activos en las diferentes plantas analizadas a fin de utilizar sus propiedades, además de analizar diversas aguas minerales del país. En este mismo instituto, trabajó con sus primos segundos Fernando Altamirano Carbajal y Manuel Urbina y Altamirano (los tres tenían por bisabuelos a José Manuel Altamirano y a Ignacia Ortiz de Zárate, y habían tenido influencia del médico y botánico Manuel Altamirano, abuelo de Fernando y de Manuel, y tío abuelo de Donaciano). 
Su labor científica estuvo señalada en el desempeño de sus diversas funciones. En la sección de química de la Farmacopea Mexicana, laboró con el profesor Mariano Lozano. Sus trabajos de laboratorio en infinidad de análisis son bien conocidos, así como las preparaciones que presentó en varias exposiciones internacionales.
Representó a México en diferentes congresos internacionales de química, física, higiene, farmacia e hidrología. Además, fue reconocido como el primer químico analista de su tiempo. Asistió al Congreso de Farmacia que tuvo lugar en 1887 en Bruselas, en el que quedó nombrado Miembro de la Comisión Internacional Permanente de Farmacopea. Formó parte de la delegación mexicana que asistió a la Exposición Universal de París (1889). Fue invitado especial para estar en la inauguración de la Torre Eiffel y en la del primer horno crematorio del mundo. Fue luego comisionado por el presidente Porfirio Díaz para construir el primer horno crematorio en el Panteón Civil de Dolores. En 1911 fue nombrado Alférez Real de su primo el Rey de España Alfonso XIII.  Asistió al congreso de higiene de la habitación en Amberes, Bélgica, en 1913, y al de química y farmacia de La Haya, Holanda, habiendo asistido a estos últimos congresos por nombramiento del Consejo Superior de Salubridad, sin subsidio alguno. Representó igualmente a varios estados de la República en las reuniones de la Asociación Americana de Salubridad Pública que tuvieron lugar en Denver, Búfalo (Nueva York), Boston y Nueva York.
En varias épocas desempeñó las labores de perito químico-legista, así como todas las referentes a las consultas que sobre asuntos de química fueron hechas al Consejo Superior de Salubridad por las secretarías de estado y los gobiernos de diversos estados de la República. Fue así designado perito químico de algunos estados. Se le dio la comisión para estudiar y atacar una epidemia que había brotado en Chilpancingo, Guerrero, donde se aseguraba que se trataba de fiebre amarilla, pero Morales comprobó que se trataba de paludismo hemorrágico.
Fue miembro de la Sociedad de Farmacia de París, de la Real Sociedad de Farmacia de Bruselas y de otras muchas.
Su labor en el profesorado abarcó a dos generaciones enteras de médicos y farmacéuticos. Es decir, se estima que todos los que en esas profesiones recibieron títulos durante 45 años en la Ciudad de México, fueron en algún momento sus discípulos y por lo tanto le profesaban profunda estimación y respeto.
El profesor Morales fue regidor en el Ayuntamiento Metropolitano durante diez años consecutivos y representó a la Corporación Municipal en 1912, para la elección de funcionarios públicos en el gobierno del presidente Francisco I. Madero. Sus gestiones en esa corporación municipal fueron siempre en pro de la higiene pública.
Al incorporarse los estudios farmacéuticos a la Facultad de Química, Donaciano Morales pasó allí como profesor de ese importante plantel en desempeñó la cátedra de farmacia galénica.

## Últimos años
Luego de enviudar, el profesor Morales contrajo matrimonio nuevamente, a la edad de 72 años, con su prima hermana Luz Mier y Altamirano Villamil, de 50 años de edad e hija de Juan Mier y Altamirano Arroyo y de Ana Villamil, el 22 de noviembre de 1922 en la Parroquia de Santa Catarina en el centro de la Ciudad de México.
Murió el 31 de marzo de 1929 en la Ciudad de México.